# Lepidopora cryptocymas
Lepidopora cryptocymas är en nässeldjursart som beskrevs av Stephen D. Cairns 1985. Lepidopora cryptocymas ingår i släktet Lepidopora och familjen Stylasteridae. Inga underarter finns listade i Catalogue of Life.